# Liste der Naturdenkmale in Bertsdorf-Hörnitz
Die Liste der Naturdenkmale in Bertsdorf-Hörnitz umfasst Naturdenkmale der sächsischen Gemeinde Bertsdorf-Hörnitz.
Link zu einem Kartenansichtstool, um Koordinaten zu setzen.
| Bild                          | Bezeichnung                         | Lage                                         | Beschreibung | Datum | Nummer |
| ----------------------------- | ----------------------------------- | -------------------------------------------- | --- | ----- | ------ |
| mehr Fotos \| Fotos hochladen | Untere Wiese an der Poche           | Bertsdorf (50° 52′ 11,4″ N, 14° 41′ 15,2″ O) | Flächennaturdenkmal (0,4 Hektar) Beschluss des Rates des Kreises Zittau vom 28. Februar 1974                                                                          |       | GR 152 |
| mehr Fotos \| Fotos hochladen | Steinberg Bertsdorf                 | Bertsdorf (50° 52′ 46″ N, 14° 42′ 10,6″ O)   | Flächennaturdenkmal (3,4 Hektar) Verordnung des Landkreises Löbau-Zittau zur Festsetzung von geologischen Naturdenkmalen im Landkreis Löbau-Zittau (27. Februar 2002) |       | GR 111 |
| mehr Fotos \| Fotos hochladen | Koitsche                            | Hörnitz (50° 54′ 5,5″ N, 14° 43′ 59,4″ O)    | Flächennaturdenkmal (4,8 Hektar) Verordnung des Landkreises Löbau-Zittau zur Festsetzung von geologischen Naturdenkmalen im Landkreis Löbau-Zittau (27. Februar 2002) |       | GR 106 |
| mehr Fotos \| Fotos hochladen | Mittlere Wiese an der Poche         | Bertsdorf (50° 51′ 57,5″ N, 14° 41′ 29,9″ O) | Flächennaturdenkmal (1,4 Hektar) Beschluss des Rates des Kreises Zittau vom 28. Februar 1974                                                                          |       | GR 151 |
| BW                            | Winter-Linde im Cux                 | Hörnitz (50° 54′ 12,7″ N, 14° 44′ 16,6″ O)   | Naturdenkmal Verordnung des Landkreises Löbau-Zittau zur Festsetzung von Naturdenkmalen im Landkreis Löbau-Zittau (26. Mai 1999)                                      |       | GR 787 |
| Fotos hochladen               | Obere Wiese an der Poche            | Bertsdorf (50° 51′ 43,8″ N, 14° 41′ 45″ O)   | Flächennaturdenkmal (1 Hektar) Beschluss des Rates des Kreises Zittau vom 28. Februar 1974                                                                            |       | GR 150 |
| Fotos hochladen               | Schlages Linde                      | Hörnitz (50° 53′ 48,9″ N, 14° 44′ 55,6″ O)   | Naturdenkmal Verordnung des Landkreises Löbau-Zittau zur Festsetzung von Naturdenkmalen im Landkreis Löbau-Zittau (26. Mai 2008)                                      |       | GR 916 |
| BW                            | Winter-Linde unterhalb der Koitsche | Hörnitz (50° 53′ 55,8″ N, 14° 44′ 28″ O)     | Naturdenkmal Verordnung des Landkreises Löbau-Zittau zur Festsetzung von Naturdenkmalen im Landkreis Löbau-Zittau (13. Dezember 2000)                                 |       | GR 109 |
| Fotos hochladen               | Eschenhain                          | Bertsdorf (50° 52′ 39,5″ N, 14° 41′ 36,1″ O) | Flächennaturdenkmal (0,2 Hektar) Beschluss des Rates des Kreises Zittau 2/57 vom 30. Oktober 1957                                                                     |       | GR 113 |
| BW                            | Berg-Ulme an der Zittauer Straße 9  | Hörnitz (50° 53′ 58,1″ N, 14° 45′ 15,7″ O)   | Naturdenkmal Verordnung des Landkreises Löbau-Zittau zur Festsetzung von Naturdenkmalen im Landkreis Löbau-Zittau (26. Mai 1999)                                      |       | GR 496 |
| BW                            | Jachelberg                          | Bertsdorf (50° 53′ 46″ N, 14° 43′ 36,9″ O)   | Flächennaturdenkmal (0,3 Hektar) Beschluss des Rates des Kreises Zittau 177/81 vom 22. Dezember 1981                                                                  |       | GR 247 |
| Fotos hochladen               | Katzenhöhe                          | Bertsdorf (50° 52′ 59,7″ N, 14° 42′ 26,8″ O) | Flächennaturdenkmal (0,1 Hektar) Beschluss des Rates des Kreises Zittau 92/57 vom 30. Oktober 1957                                                                    |       | GR 112 |